# Krystal Tsosie
Krystal S. Tsosie ist eine US-amerikanische Genetikerin und Bioethikerin indigener Herkunft aus der Navajo Nation. Sie ist Assistenzprofessorin an der Arizona State University und engagiert sich für indigene Daten- und Genomsouveränität.

## Leben und Ausbildung
Tsosie wuchs in West-Phoenix im US-Bundesstaat Arizona auf. Ihre Familie gehört zur Diné-Gemeinschaft, mit Wurzeln in Shonto und dem Loop-Gebiet in Arizona.
Sie erwarb ihren Bachelor of Science in Mikrobiologie sowie Masterabschlüsse in Bioethik und Public Health an der Arizona State University. Im Rahmen früher Forschungsarbeiten entwickelte sie ein patentiertes Gerät zur kombinierten Ultraschall-Therapie und medikamentösen Behandlung von Krebs.
Anschließend promovierte sie an der Vanderbilt University im Bereich Genomik und gesundheitliche Ungleichheit.

## Wissenschaftliche Arbeit
Tsosie ist die erste indigene Humangenetikerin an der Arizona State University. Ihr Forschungsschwerpunkt liegt auf genetischen Ursachen frauenspezifischer Erkrankungen wie Präeklampsie und Uterusmyomen sowie auf bioethischen Fragestellungen in der Forschung mit indigenen Bevölkerungen. Sie arbeitet eng mit tribal governance boards zusammen, um Forschungsprojekte gemeinschaftsbasiert und datensouverän durchzuführen.

## Indigene Genomsouveränität
Sie ist Mitbegründerin des Native BioData Consortium, der ersten Biobank in den USA, die unter indigener Leitung steht.
Darüber hinaus ist sie Mitorganisatorin des Programms SING (Summer Internship for Indigenous Peoples in Genomics) sowie der Initiative IndigiData, einer Sommerakademie für Datenwissenschaften aus indigener Perspektive.
2022/2023 war sie Vorsitzende der internationalen ENRICH-Initiative, die sich für globale Netzwerke im Bereich indigener Daten- und Forschungssouveränität einsetzt.

## Gesellschaftliches und politisches Engagement

### DataBack: Rückgabe der Kontrolle über indigene DNA-Daten
Tsosie fordert, dass indigene Personen und Nationen die Hoheit über die Sammlung, Nutzung und Weitergabe genetischer und anderer Daten über sich selbst zurückerlangen („DataBack“-Bewegung). Sie betont:
- Jede erfasste Person soll entscheiden dürfen, wie ihre Daten verwendet werden.
- Stammesgemeinschaften (nations) müssen auf kollektiver Ebene ausdrücklich zustimmen.

Sie plädiert dafür, dass solche Rechte in Stammesgesetzgebung verankert werden.

### Indigene Genom‑ und Datensouveränität als politische Selbstbestimmung
Sie fordert, dass indigene Gemeinschaften aktiv ihre Forschung und Dateninfrastruktur kontrollieren und nicht von externen Forschungseinrichtungen abhängig sind. Dazu gehört:
- Aufbau indigener, von indigenen Völkern geführter Biobanken für biologische Daten (z. B. Native BioData Consortium).
- Entwicklung eigener Dateninfrastrukturen, Apps und Forschungsstrukturen unter indigener Leitung.

### CARE-Prinzipien statt rein technokratischer Open‑Data-Politik
Tsosie warnt vor unkritischer Unterstützung der „Open Science“-Bewegung:
- Open Data wird häufig als Demokratisierung gepriesen, nützt aber primär etablierten Forschenden, nicht indigenen Minderheiten.
- Sie fordert stattdessen Orientierung an CARE-Prinzipien: Collective benefit, Authority to control, Responsibility, Ethics – was indigene Selbstbestimmung respektiert und schützt.

### Kritik am profitgetriebenen Forschungsmodell
Sie kritisiert Pharmaunternehmen, die:
- Daten indigener Gemeinschaften kommerziell verwerten, aber nicht gezielt Gesundheitsprobleme indigener Bevölkerungen adressieren, weil sie nicht profitabel erscheinen.
- Eine reine Datenextraktion betreiben, ohne faire Gegenleistungen, Beteiligung oder Kontrolle der betroffenen Völker.

### Dekolonisierung von DNA‑Identität und (politischer) Zugehörigkeit
Tsosie lehnt die genetische Selbstdefinition durch kommerzielle DNA-Tests ab:
- Sie warnt, dass DNA-basiertes „Native sein“ kulturelle Identitätskriterien unterminiert und existentes Stammesrecht aushebelt.
- Für sie ist indigene Zugehörigkeit kulturell und politisch definiert, nicht genetisch.
- Sie hat sich öffentlich gegen politische Debatten auf Basis solcher DNA-Tests gewandt – etwa im Fall von Elizabeth Warren.[5]

Ihre Arbeit wurde u. a. in The New York Times, The Atlantic, Forbes, National Public Radio und Public Broadcasting Service dokumentiert.

## Ausgewählte Publikationen
- Krystal Tsosie et al.: Indigenous Genomic Data Sovereignty in Precision Medicine. In: The American Journal of Bioethics, 2021.
- Krystal Tsosie et al.: Overvaluing individual consent ignores risks to tribal participants. In: Nature Reviews Genetics, 2019.
- Krystal Tsosie et al.: Federated learning and Indigenous genomic data sovereignty. In: Nature Machine Intelligence, 2022.
- Krystal Tsosie et al.: Community partnerships are fundamental to ethical ancient DNA research. In: HGG Advances, Januar 2023.[6]